# Speocera minuta
Espèce
Synonymes
- Apiacera minuta Marples, 1955

Speocera minuta est une espèce d'araignées aranéomorphes de la famille des Ochyroceratidae.

## Distribution
Cette espèce se rencontre aux Samoa, aux Tokelau et à Niue.

## Publication originale
- Marples, 1955 : Spiders from western Samoa. Journal of the Linnean Society of London, Zoology, vol. 42, p. 453-504.